# Expurgos na Arábia Saudita de 2017–19
Os expurgos na Arábia Saudita de 2017–19 foram a prisão em massa de vários príncipes, ministros do governo e empresários da Arábia Saudita em 4 de novembro de 2017 e nas semanas seguintes após a criação de um comitê anticorrupção liderado pelo príncipe herdeiro Mohammed bin Salman.
Existem três hipóteses alternativas sobre os motivos por trás do expurgo: uma repressão genuína à corrupção, um projeto para ganhar dinheiro ou preparação para assumir a coroa.
Os detidos foram confinados no hotel Ritz-Carlton em Riade (onde se hospedou também o anúncio da cidade planejada de Neom em 24 de outubro de 2017), Jatos particulares também foram interditados para evitar que suspeitos fugissem do país.
As prisões resultaram no afastamento final da facção do falecido rei Abdullah e na consolidação completa de Mohammed bin Salman do controle de todos os três ramos das forças de segurança,. tornando-o o homem mais poderoso da Arábia Saudita desde seu avô, o primeiro Rei, Ibn Saud.
Cerca de 500 pessoas foram presas no processo. Os bancos da Arábia Saudita congelaram mais de 2.000 contas domésticas como parte da repressão. De acordo com o The Wall Street Journal, o governo saudita direcionou dinheiro e ativos de até US$ 800 bilhões. As autoridades sauditas alegaram que o montante era composto por ativos no valor de cerca de US$ 300 bilhões a US$ 400 bilhões que podem provar que estavam ligados à corrupção.
O procurador-geral Sheikh Saud Al Motjeb disse em um comunicado que as prisões foram "apenas o início de um processo vital para erradicar a corrupção onde quer que ela exista". Ele acrescentou que os detidos teriam acesso a aconselhamento jurídico e prometou realizar os julgamentos "de maneira oportuna e aberta". Enquanto isso, o rei Salman nomeou 26 novos juízes.
Mohammed bin Salman afirmou que "mostramos a eles todos os arquivos que temos e, assim que eles veem, cerca de 95 por cento concordam com um acordo [...] Cerca de 1 por cento consegue provar que está limpo e seu caso é arquivado ali mesmo. Cerca de 4% dizem que não são corruptos e que querem ir ao tribunal com seus advogados." Quando questionado sobre relatórios de dinheiro e ativos totalizando US$ 800 bilhões que pertencem às pessoas acusadas de corrupção, disse: "Mesmo se recebêssemos 100 bilhões de volta, isso seria bom."
O comitê anticorrupção encerrou suas missões em 30 de janeiro de 2019, concluindo que 381 indivíduos foram ordenados, alguns deles para ouvir seu depoimento, e US$ 107 bilhões foram recuperados para o tesouro estadual como resultado. Muitos comentaristas afirmaram que a medida parecia encerrar a estrutura de governança baseada em consenso na Arábia Saudita e pode criar tensões dentro da família real saudita.

## Alegações
As alegações incluem lavagem de dinheiro, suborno, extorsão de funcionários e aproveitamento de cargos públicos para ganho pessoal.

### Esquadrão Tigre
De acordo com o Middle East Eye, uma campanha de assassinato contra críticos da monarquia foi realizada em paralelo às detenções abertas do expurgo, pelo Esquadrão Tigre, que foi formado em 2017 e, em 2018, consistia em 50 serviços secretos e militares. Os membros do grupo foram recrutados em diferentes ramos das forças sauditas, dirigindo várias áreas de especialização. O Esquadrão Tigre supostamente assassina dissidentes usando vários métodos, como acidentes planejados com carros e aviões, incêndios em casas e envenenamento em hospitais sob o pretexto de exames regulares de saúde. O esquadrão de cinco membros também fez parte do esquadrão da morte de 15 membros que assassinou Jamal Khashoggi. De acordo com as fontes, bin Salman escolheu o assassinato silencioso em vez da prisão como método de repressão devido ao fato de que apenas prender os dissidentes gera pressões internacionais para libertá-los, enquanto o assassinato silencioso o encobre discretamente. O príncipe Mansour bin Muqrin morreu em circunstâncias misteriosas, supostamente assassinado quando seu avião pessoal foi abatido enquanto ele fugia do país - feito para parecer apenas um acidente. Meshal Saad al-Bostani, membro do Esquadrão Tigre e tenente da força aérea saudita, teria sido o responsável pelo assassinato, mas ele próprio também foi posteriormente assassinado por envenenamento, mas teria morrido em um acidente de carro. Outra vítima foi Suliman Abdul Rahman al-Thuniyan, um juiz do tribunal saudita que foi assassinado por injeção de um vírus mortal quando visitou um hospital para um check-up regular de saúde. Isso ocorreu depois que ele se opôs à Visão Econômica de 2030 de Bin Salman.

### Corrupção
O rei Salman afirmou que a comissão anticorrupção deve "identificar infrações, crimes e pessoas e entidades envolvidas em casos de corrupção pública". Ele também se referiu à "exploração por parte de algumas das almas fracas que colocam seus próprios interesses acima do interesse público, a fim de acumular dinheiro ilicitamente".

### Extremismo
Em 24 de outubro de 2017, Mohammad bin Salman, que ordenou as prisões, disse aos investidores em Riade que "Estamos voltando ao que éramos antes, um país de Islã moderado que está aberto a todas as religiões e ao mundo". Ele também prometeu combater o "extremismo muito em breve".

## Lista de pessoas envolvidas

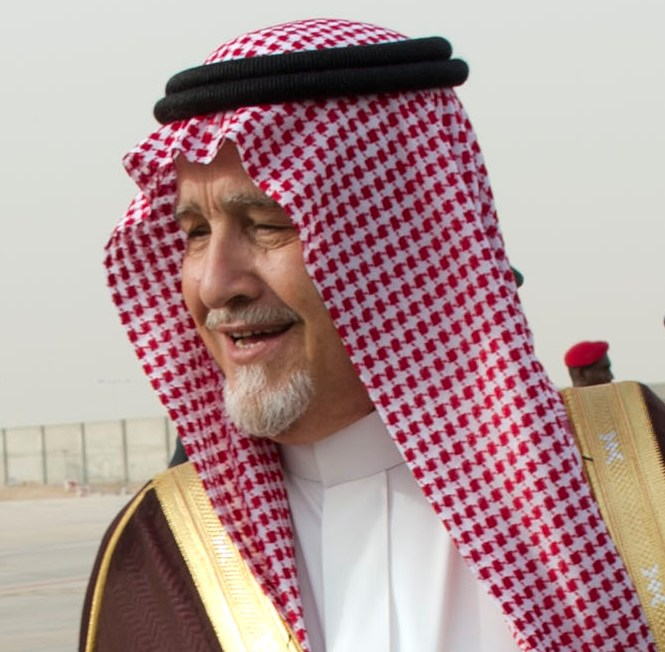
Fahd bin Abdullah

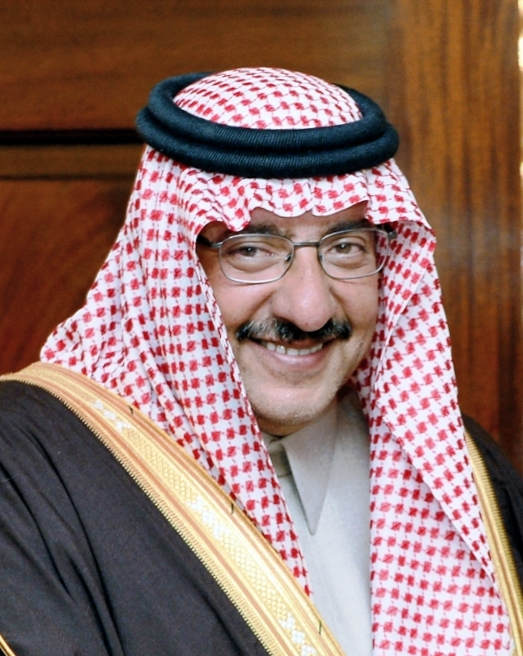
Muhammad bin Nayef

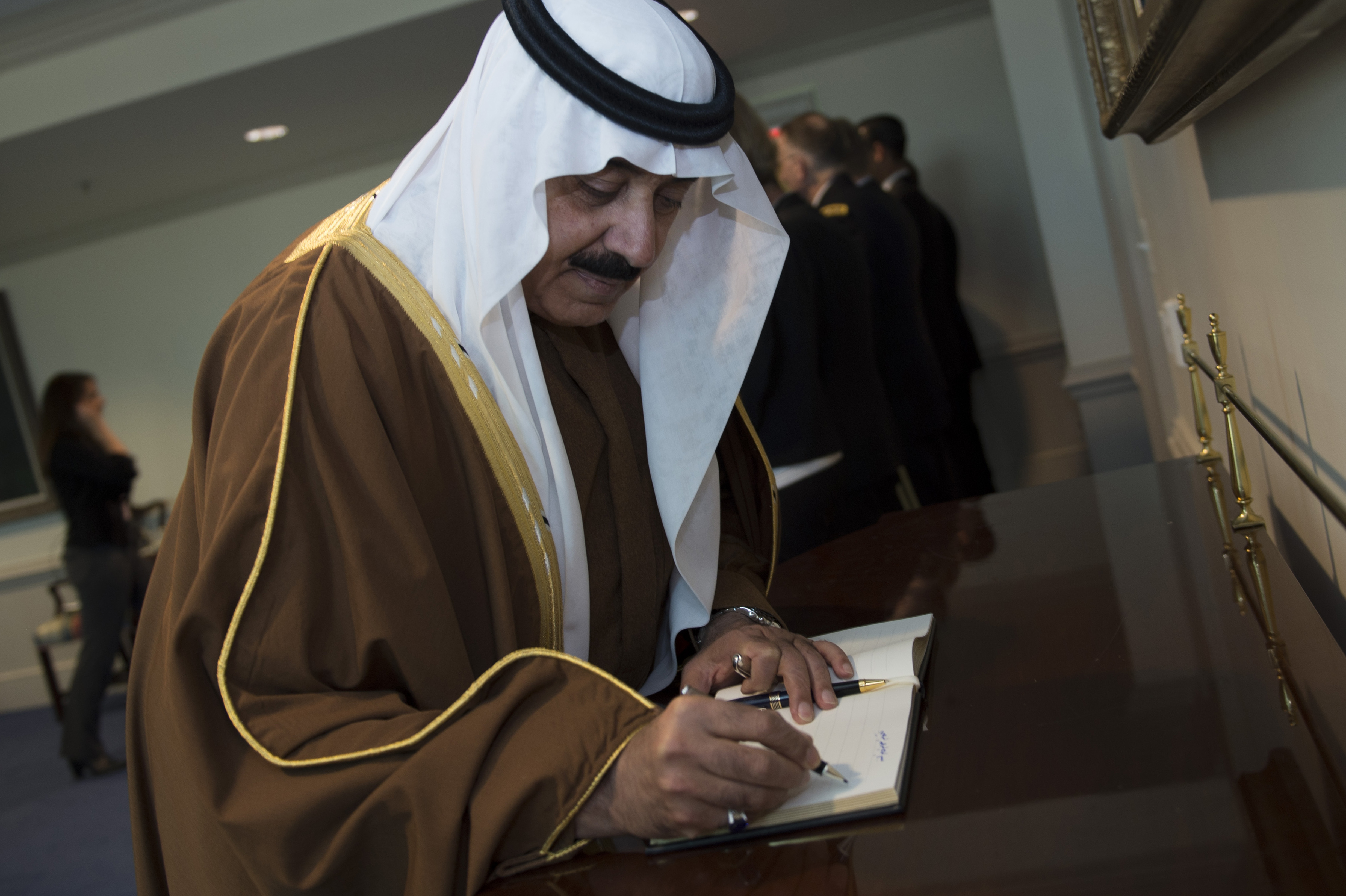
Mutaib bin Abdullah

Aqueles presos, detidos, sancionados ou removidos de seus cargos incluem, mas não estão limitados a:

### Membros da realeza

#### Detidos
- Príncipe Al-Waleed bin Talal, empresário bilionário[20] (liberado em 27 de janeiro de 2018, de acordo com a Agence France-Presse);[21]
- Príncipe Fahd bin Abdullah, ex-vice-ministro da Defesa;[22]
- Rainha Fahda bint Falah, esposa do rei Salman e mãe de Mohammad bin Salman. Em prisão domiciliar;[23]
- Príncipe Khaled bin Talal, irmão de al-Waleed e empresário;[24]
- Príncipe Mohammed bin Nayef, ex -príncipe herdeiro da Arábia Saudita e ex-ministro do Interior. Em prisão domiciliar;[25]
- Príncipe Mutaib bin Abdullah, ex-chefe da Guarda Nacional da Arábia Saudita e filho do falecido rei Abdullah.[26] Ele é visto como o mais poderoso dos presos;[3]
- Príncipe Turki bin Abdullah, outro filho do falecido rei Abdullah e ex-governador da província de Riade;[27]
- Príncipe Faisal bin Abdullah, ex-chefe da Sociedade do Crescente Vermelho Saudita e outro filho do falecido rei Abdullah;[28]
- Príncipe Mishaal bin Abdullah, um ex-governador das províncias de Meca e Najran e outro filho do falecido rei Abdullah;
- Príncipe Turki bin Nasser, ex-chefe da presidência de meteorologia e meio ambiente;[29]
- Príncipe Turki bin Mohammed bin Saud Al Kabeer, ex-conselheiro da corte real.[30]

#### Status incerto
- Príncipe Abdul Aziz bin Fahd, filho mais novo do Rei Fahd. Houve rumores de que Abdul Aziz, de 44 anos, foi morto enquanto resistia à prisão, mas o ministério de informação saudita divulgou um comunicado dizendo que o príncipe estava "vivo e bem";[31]
- Príncipe Mansour bin Muqrin, vice-governador de Asir e filho do ex-príncipe herdeiro Muqrin bin Abdulaziz. Ele morreu em um acidente de helicóptero, embora alegações não confirmadas tenham sido feitas de que seu helicóptero foi abatido enquanto ele tentava fugir do país.[32]

#### Sancionado
- Príncipe Bandar bin Sultan, ex-secretário-geral do Conselho de Segurança Nacional e ex-chefe da Presidência da Inteligência Geral.[25]

### Políticos

#### Detidos
- Adel Fakeih, ex-ministro da Economia e do Planejamento;[26]
- Almirante Abdullah bin Sultan bin Mohammed Al-Sultan, Comandante da Marinha Real Saudita;[29]
- Ibrahim Abdulaziz Al-Assaf, ex-ministro das finanças;[33]
- Khaled al-Tuwaijri, ex-chefe da corte real;[27]
- Mohammad al-Tobaishi, ex-chefe de protocolo da Corte Real.[34]

### Oficiais militares

#### Detido
- Abdullah Sultan, comandante da marinha saudita.[35]

### Empresários e profissionais

#### Detidos
- Abdulrahman Fakieh, empresário;.[8][9]
- Amr Al-Dabbagh, empresário, CEO do Al-Dabbagh Group (ADG);
- Bakr bin Laden, presidente do Saudi Binladin Group [36] e meio-irmão de Osama bin Laden;
- Khalid Abdullah Almolhem, ex-chefe da Saudi Arabian Airlines;
- Loai Nasser, empresário proeminente;
- Mansour al-Balawi, empresário proeminente;
- Mohammed Hussein Al Amoudi, empresário bilionário etio-saudita;[37]
- Nasser Al Tayyar, empresário, membro não executivo do conselho do Al Tayyar Travel Group;[38]
- Saleh Abdullah Kamel, empresário bilionário, dono da Arab Radio and Television Network e fundador do Dallah al Baraka Group;[39]
- Saoud al-Daweesh, ex-presidente-executivo da Saudi Telecom Company;[34]
- Waleed bin Ibrahim Al Ibrahim, empresário bilionário, cunhado do Rei Fahd, Presidente da Middle East Broadcasting Company (MBC);[33]
- Zuhair Fayez, empresário proeminente;
- Walid Fitaihi, um médico com dupla cidadania da Arábia Saudita e dos Estados Unidos e mestre em saúde pública pela Universidade de Harvard.[40]

### Clérigos

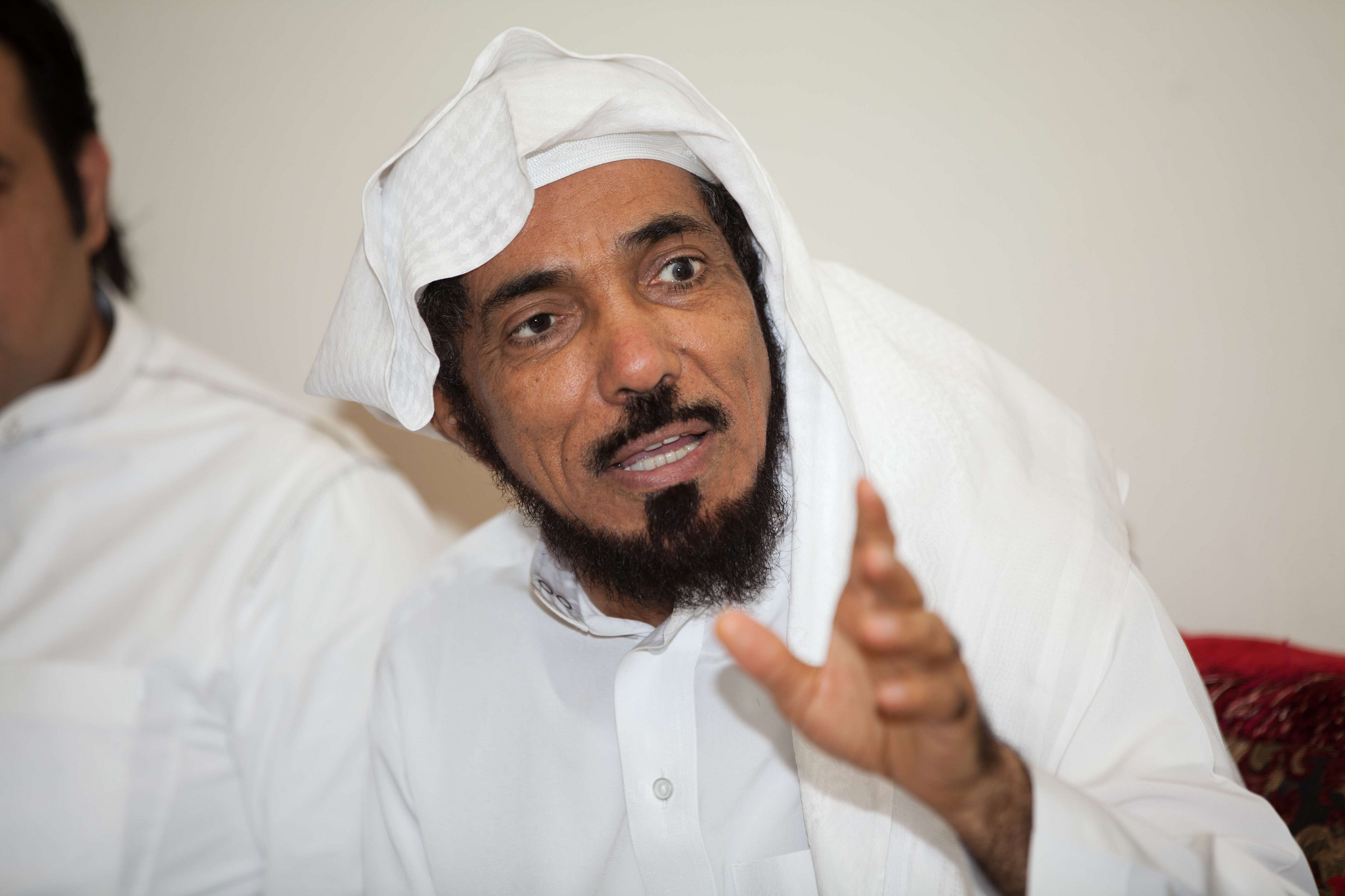
Salman al-Ouda

#### Detidos
- Aid al-Qarni, estudioso islâmico, autor, ativista e co-fundador do Comitê para a Defesa dos Direitos Legítimos;[41][42]
- Ali al-Omari, clérigo da TV e presidente da Mecca Open University;[43]
- Salman al-Ouda, estudioso islâmico e membro do conselho de curadores da União Internacional de Acadêmicos Muçulmanos;
- Safar al-Hawali, estudioso islâmico, escritor e cofundador do Comitê para a Defesa dos Direitos Legítimos.[44]

#### Status incerto
- Ahmed al-Amari, estudioso islâmico e decano do Quran College da Universidade Islâmica de Medina. Morreu sob custódia, no entanto, há alegações não confirmadas de que ele foi morto.[45]

## Reações
De acordo com Sam Blatteis, gerente de políticas públicas para o Oriente Médio da Deloitte e ex-chefe de políticas públicas do Google no Golfo Pérsico, "Esta é a coisa mais próxima da glasnost no Oriente Médio"; outros empresários compararam o expurgo aos ataques de motivação política do presidente russo Vladimir Putin aos oligarcas russos.. A The Economist comparou o expurgo à campanha anticorrupção de Xi Jinping, secretário-geral do Partido Comunista da China. Thomas Friedman, do The New York Times, chamou-a de Primavera Árabe da Arábia Saudita.
Na Arábia Saudita, o expurgo foi apoiado pelo Conselho de Acadêmicos Seniores.

## Consequências
O expurgo da elite política e empresarial saudita em 2017 foi seguido em 2018 pela prisão de 17 ativistas dos direitos das mulheres, incluindo Aziza al-Yousef, Loujain al-Hathloul, Eman al-Nafjan, Aisha al-Mana e Madeha al-Ajroush, bem como Hatoon al-Fassi, uma ativista dos direitos das mulheres e professora associada de história da mulher.  A ativista de direitos humanos da Província Oriental, Israa al-Ghomgham, e seu marido, já preso desde dezembro de 2015, estavam sob ameaça legal de decapitação junto com quatro colegas, com uma audiência final a acontecer em 28 de outubro de 2018 no Tribunal Penal Especializado.
Em 19 de novembro de 2020, alguns dos detidos sauditas da noite do expurgo de corrupção em Ritz-Carlton revelaram anonimamente detalhes da tortura que sofreram e da coerção da Arábia Saudita. Os detidos afirmam ter sido espancados e intimidados pelas autoridades sob a supervisão de dois ministros, ambos confidentes do príncipe herdeiro Mohammed bin Salman, que ordenou o expurgo.

## Conclusão do comitê
Em 30 de janeiro de 2019, o rei saudita Salman analisou o relatório final apresentado pelo presidente do comitê afirmando que 381 indivíduos foram ordenados e alguns deles como testemunhas.. Acordos foram feitos com 87 indivíduos resultando em recuperação US$ 107 bilhões na forma de imóveis, empresas, dinheiro e outros ativos. O relatório também afirmou que o Ministério Público da Arábia Saudita rejeitou os acordos com 56 indivíduos devido a acusações criminais já existentes contra eles, enquanto oito indivíduos negaram os acordos e foram encaminhados ao Ministério Público.